# Thomas Jennefelt
Thomas Jennefelt (Huddinge, 1954) è un compositore svedese.

## La vita
Ha studiato composizione sotto la guida di Gunnar Bucht, e successivamente di Arne Mellnäs, dal 1974 al 1980 al Collegio Reale della Musica di Stoccolma.
Sin dall'inizio della sua attività Jennefelt ha rivolto particolare attenzione al suono vocale compiendo studi molto approfonditi sulle caratteristiche fonetiche umane per applicarli successivamente alla sua produzione sia corale che operistica.
La produzione di Jennefelt ha raggiunto un ampio grado di notorietà, soprattutto in ambito corale, non solamente per le specificità sonore richieste dall'autore, ma anche per l'impulso ritmico minimalista, l'impianto libero-tonale e il forte lirismo melodico che contraddistinguono tutta la sua produzione. Il suo stile compositivo affonda le radici nella musica contemporanea mitteleuropea e nella musica popolare nordica, ma spesso riferimenti agli autori statunitensi emergono in particolar modo nella sua musica strumentale.
Thomas Jennefelt è membro dell'Accademia Reale Svedese della Musica, ne è stato il vice presidente fino al 2004. Nel 2001 dalla stessa accademia ha ricevuto la medaglia reale in Artibus et di Litteris. 

Nell'arco temporale 1994 - 2000 è stato presidente della Società dei compositori svedesi. Ha vinto innumerevoli concorsi di composizione ed è sovente chiamato a fare parte di giurie ai più prestigiosi concorsi corali internazionali e di composizione.

## La sua musica corale
Warning to the Rich del 1977 è una delle sue prime composizioni di successo in cui è evidente la ricerca sulle potenzialità vocali del coro. Altre composizioni corali di pregevole fattura stilistica sono O Domine, scritto nel 1983 su temi popolari e Dichterliebe (I-X) completato nel 1990 che, anche grazie alle prestigiose esecuzioni del Coro della Radio Svedese, ha ottenuto una lunga serie di successi internazionali.

Il lavoro corale più conosciuto di Jennefelt è certamente la sequenza di mottetti in lingua latina Villarosa Sequences del 1995 resa celebre dall'incisione dello stesso anno del St Jacobs Chamber Choir diretto da Gary Graden con la partecipazione del soprano Jeanette Köhn.

## La sua musica operistica ed orchestrale
Dall'inizio degli anni '80 Jennefelt si è dedicato all'opera componendo una serie di lavori per il Royal Dramatic Theatre come: Tanter opera da camera per 4 soprani, baritono, pianoforte, 2 violini, violoncello e rock-band (Stoccolma 1982) e Gycklarnas Hamlet, opera in 2 atti (Göteborg 1987).
Del 1988 è l'opera radiofonica Albert och Julia.
Inoltre ha scritto Sport e svago per l'Opera Reale di Stoccolma, su libretto di Niklas Rådström (Stoccolma 1990) e Farkosten, opera da camera (1994, Copenaghen, Borups højskole). Del 1994 è anche il lavoro orchestrale Musik vid ett berg, commissionato dalla Swedish Radio Symphony Orchestra.
Del 1997 è la miniopera Meteorologen per tenore e orchestra (Stoccolma 1997).